# American Canyon
American Canyon és una població dels Estats Units a l'estat de Califòrnia. Segons el cens del 2009 tenia 16.268 habitants.

## Demografia
Segons el cens del 2000, American Canyon tenia 9774 habitants, 3209 habitatges, i 2451 famílies. La densitat de població era de 913,7 habitants per km².
Dels 3209 habitatges en un 38,1% hi vivien nens de menys de 18 anys, en un 58,1% hi vivien parelles casades, en un 12,6% dones solteres, i en un 23,6% no eren unitats familiars. En el 18,7% dels habitatges hi vivien persones soles el 9,3% de les quals corresponia a persones de 65 anys o més que vivien soles. El nombre mitjà de persones vivint en cada habitatge era de 3 i el nombre mitjà de persones que vivien en cada família era de 3,4.
Per edats la població es repartia de la següent manera: un 28,4% tenia menys de 18 anys, un 7,6% entre 18 i 24, un 28,1% entre 25 i 44, un 22,5% de 45 a 60 i un 13,4% 65 anys o més.
L'edat mediana era de 37 anys. Per cada 100 dones de 18 o més anys hi havia 92 homes.
La renda mediana per habitatge era de 52.105 $ i la renda mediana per família de 61.536 $. Els homes tenien una renda mediana de 42.358 $ mentre que les dones 29.211 $. La renda per capita de la població era de 18.440 $. Entorn del 6,8% de les famílies i el 8,8% de la població estaven per davall del llindar de pobresa.

## Poblacions més properes
El següent diagrama mostra les poblacions més properes.